# Sophie Zelmani
För musikalbumet med samma namn, se Sophie Zelmani (musikalbum).
Sophie Christina Zelmani, tidigare Edkvist (ursprungligt familjenamn Zellmani ), född 12 februari 1972 i Stockholm, är en svensk sångerska och låtskrivare. Hon är mor till artisten och låtskrivaren Etta Zelmani.

## Biografi
Zelmani kom att börja med musikaliskt skapande efter det att hennes far dog när hon var 14 år gammal. Zelmanis styvfar lärde henne senare att spela gitarr. Vägen till musikindustrin kom när hon arbetade som praktikant i en musikstudio där hon fick spela in ett par demos som hon skickade till olika skivbolag. Det hamnade bland annat hos Sony Music, vilka var först med att erbjuda henne skivkontrakt. Hon bytte till sin morfars ryska efternamn Zellmani men valde bort ett l.
1995 släpptes Zelmanis självbetitlade debutalbum, Sophie Zelmani, som tillsammans med singeln Always You lade grunden för hennes första nationella succé.
Under hösten 2024 var Sophie en av deltagarna i den femtonde säsongen av TV4s underhållningsprogram Så mycket bättre.

## Musikstil och influenser
Sophie Zelmani har samarbetat med gitarristen och producenten Lars Halapi ända sedan starten av sin karriär och skapar oftast skivorna i dennes studio på Österlen. Hon skriver normalt med engelska texter, eftersom hon känner det svårt att uttrycka sig med svenska texter, något hon dock gärna önskar kunna pröva på småningom.
Sophie Zelmanis musik kretsar kring hennes lågmälda röst och akustiska gitarr. Till hennes influenser hör bland andra Bob Dylan och Leonard Cohen. Hon har även spelat in en cover på Bob Dylans Most of the Time, som finns med i soundtracket till Masked and Anonymous.

## Övrigt
Zelmani har även uppmärksammats för sin scenskräck och ovilja till att vara med i media och föredrar att uttrycka sig genom musiken och att inte prata mer än nödvändigt. När hon i samband med sitt genombrott i mitten av 1990-talet intervjuades i SVT av journalisten Tomas Tengby, ska hon enligt myten "bara ha uttalat två ord under hela intervjun". Detta är något  överdrivet – hon svarade på alla frågor men aldrig längre än med en mening.

## Diskografi

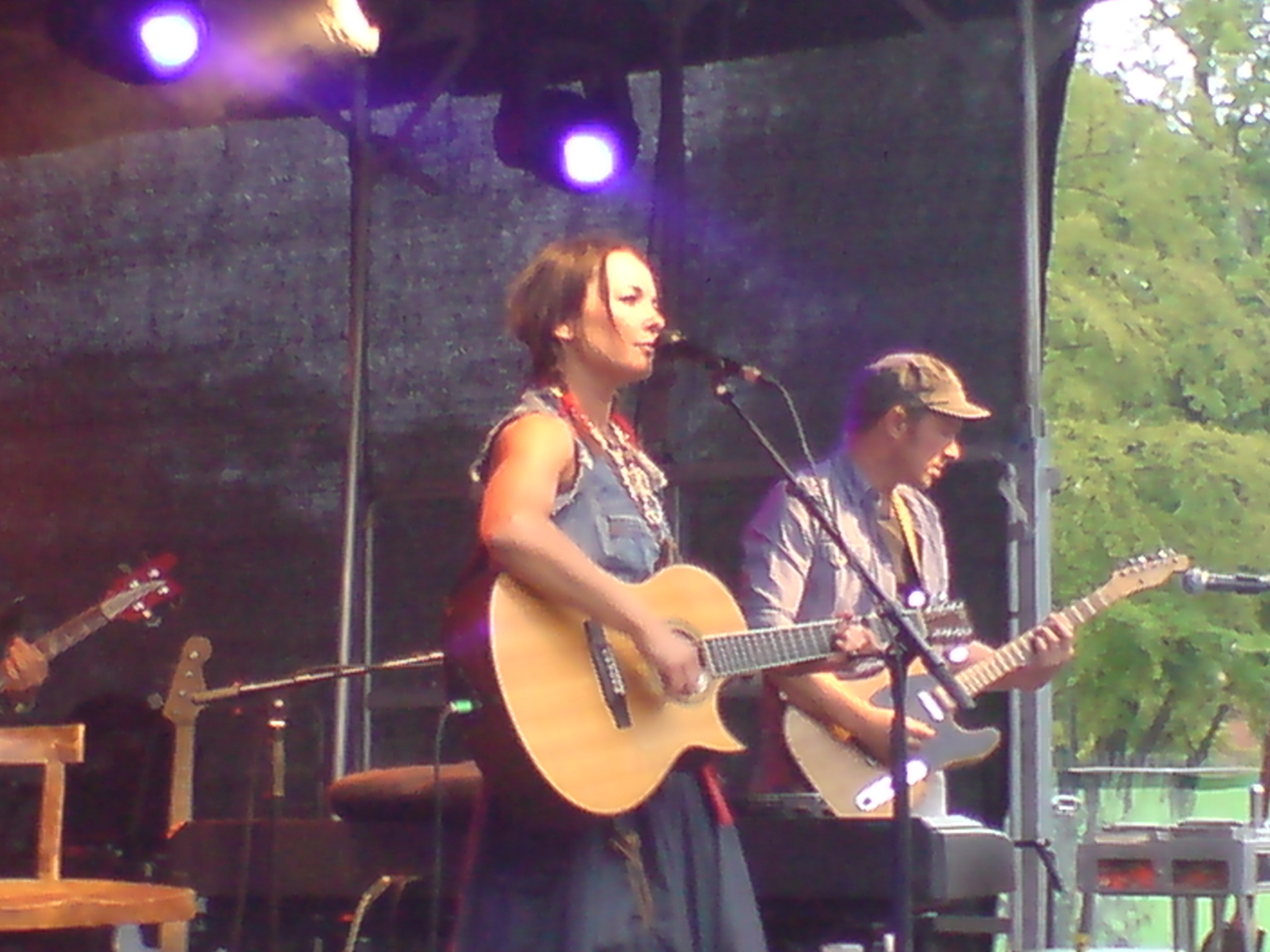
Sophie Zelmani uppträder på Trädgårdsföreningen, Göteborg i juli 2009.

### Studioalbum
| År   | Information | SVE |
| ---- | --- | --- |
| 1995 | Sophie Zelmani - Utgivning: 11 september 1995 - Skivbolag: Columbia                                                       | 4   |
| 1998 | Precious Burden - Utgivning: 3 april 1998 - Skivbolag: Columbia                                                           | 11  |
| 1999 | Time to Kill - Utgivning: 8 november 1999 - Skivbolag: Columbia                                                           | 11  |
| 2002 | Sing and Dance - Utgivning: 2 januari 2002 - Skivbolag: Columbia                                                          | 3   |
| 2003 | Love Affair - Utgivning: 22 december 2003 - Skivbolag: Columbia                                                           | 2   |
| 2007 | Memory Loves You - Utgivning: 7 februari 2007 - Skivbolag: Epic/Sony Music                                                | 2   |
| 2008 | The Ocean and Me - Utgivning: 3 september 2008 - Skivbolag: Epic/Sony Music                                               | 1   |
| 2010 | I'm the Rain - Utgivning: 22 februari 2010 - Skivbolag: Epic/Sony Music                                                   | 3   |
| 2011 | Soul - Utgivning: 23 november 2011 - Skivbolag: Epic/Sony Music                                                           | 12  |
| 2014 | Going Home - Utgivning: 19 mars 2014 - Skivbolag: Oh Dear Recordings/Universal - Övrigt: Nyinspelningar av tidigare låtar | 13  |
| 2014 | Everywhere - Utgivning: 24 september 2014 - Skivbolag: Oh Dear Recordings/Universal                                       | 12  |
| 2015 | Bright Eyes - Utgivning: 5 juli 2015 - Skivbolag: Oh Dear Recordings/Universal                                            |     |
| 2017 | My Song - Utgivning: - Skivbolag:                                                                                         |     |
| 2019 | Sunrise - Utgivning: - Skivbolag:                                                                                         |     |
| 2022 | The World Ain't Pretty - Utgivning: 23 september 2022 - Skivbolag: Oh Dear Recordings/Universal                           |     |
| 2025 | Lake Geneva |     |

### Samlingar
| År   | Information | SVE |
| ---- | --- | --- |
| 2005 | 1995–2005: A Decade of Dreams - Utgivning: 2 november 2005 - Skivbolag: Columbia                                                                                    | 2   |
| 2008 | Original Album Classics - Utgivning: 12 december 2008 - Skivbolag: Epic/Sony Music - Övrigt: Samlingsbox med de fem första studioalbumen                            | –   |
| 2010 | Original Album Classics - Utgivning: 24 mars 2010 - Skivbolag: Columbia/Sony Music - Övrigt: Samlingsbox med albumen Time to Kill, Love Affair och Memory Loves You | –   |

### Singlar
| Singlar från Sophie Zelmani - 1995 – Always You - 1995 – There Must Be a Reason - 1995 – A Thousand Times - 1996 – So Good - 1996 – You and Him Singlar från Precious Burden - 1998 – So Long - 1998 – Black Day | Singlar från Time to Kill - 1999 – Nostalgia - 1999 – Happier Man - 1999 – Time to Kill Singlar från Sing and Dance - 2002 – How It Feels - 2002 – Sing and Dance Singlar från Love Affair - 2003 – Hard to Know | Singlar från Memory Loves You - 2007 – Travelling Singlar från The Ocean and Me - 2008 – I Will Be There Singlar från I'm the Rain - 2010 – To Be Forgiven |

## Övrigt
- Zelmani har bidragit med musik till TV-serierna Buffy och vampyrerna och Dawsons Creek. Hennes cover på Bob Dylans "Most of the Time" finns med i soundtracket till Masked and Anonymous.
- Låten "Stand By" finns med i filmerna Vinterviken och Independence Day, båda från 1996.
- Låten "Always You" finns med i filmen My Best Friend's Wedding från 1997.
- Den kinesiska popsångerskan Faye Wong framförde en cover på Zelmanis "Going Home" som finns med på Wongs album To Love, där den har titeln "Passenger" och sjungs på mandarin.